# GapChart
 (décembre 2014).
Si vous disposez d'ouvrages ou d'articles de référence ou si vous connaissez des sites web de qualité traitant du thème abordé ici, merci de compléter l'article en donnant les références utiles à sa vérifiabilité et en les liant à la section « Notes et références ».

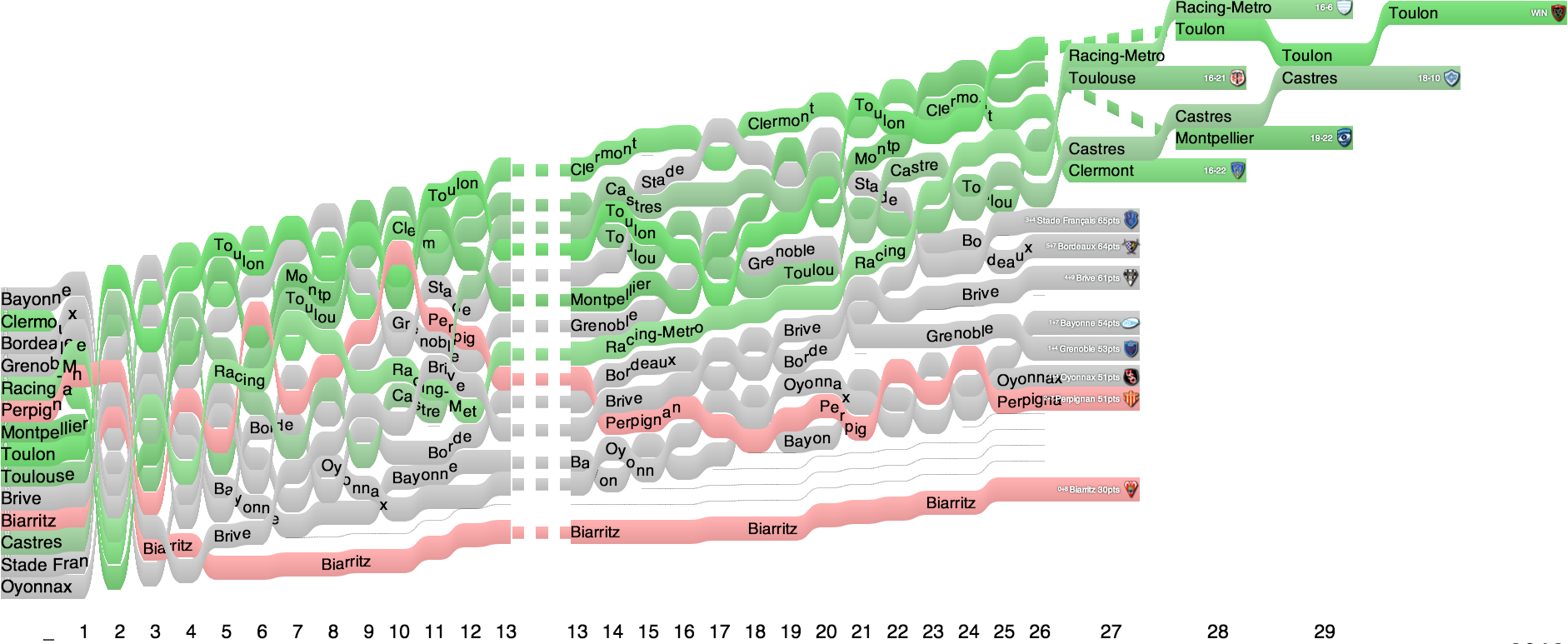
Exemple de GapChart utilisé pour le championnat du Top 14.

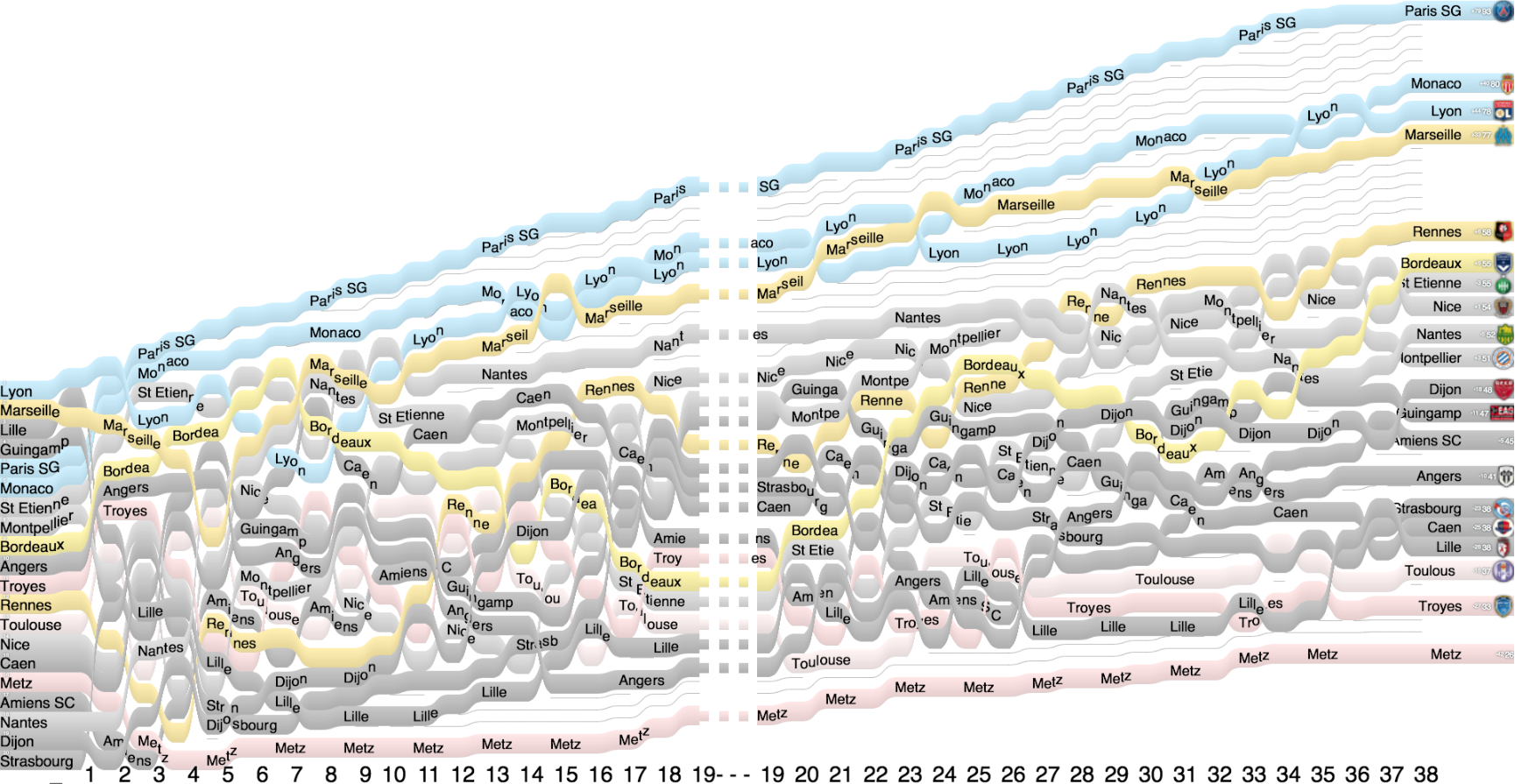
GapChart de la saison 2017-2018 de championnat de Ligue 1 de football

En Visualisation d'informations et en Informatique, le GapChart est un graphe pour afficher des séries temporelles qui utilise des courbes épaisses sans superposition. Ce graphe a été inventé en 2013 par Fred. Vernier (laboratoire LIMSI-CNRS à l'Univ. Paris Sud) et Charles Perin (laboratoire LIMSI-CNRS à l'Univ. Paris Sud et équipe AVIZ-INRIA). Jeremy Boy (équipe AVIZ-INRIA) a grandement aidé à améliorer le graphisme original pour le rendre plus esthétique.

## Idée principale
GapChart affiche une courbe épaisse par série temporelle. À chaque étape la courbe se compose d'une partie plate et d'une partie transitoire. Les parties plates sont séparées par des espaces (Gap en anglais) proportionnels aux différences de valeurs. Lorsque deux séries temporelles (ou plus) ont la même valeur à la même étape, elles sont distinguées par une fonction externe et représentées cote-à-cote. Les parties transitoires sont représentées par des liens droits ou en forme de S. Elles peuvent se cacher partiellement mais jamais totalement car les points de départ et d'arrivée sont différents. 
Des indications peuvent être affichées dans la partie épaisse des courbes aux endroits les plus horizontaux et différentes couleurs peuvent être utilisées pour distinguer les courbes entre elles.
- GapChart peut être comparé au RankChart avec des espaces additionnels entre les courbes pour représenter les différences de valeurs derrière le classement ;
- GapChart peut être comparé au SlopeGraph dans lequel l'épaisseur des courbes est retirée du substrat spatial et les égalités de  valeurs sont distinguées par une fonction externe ;
- GapChart peut être comparé aux tables de nombres qui sont traditionnellement affichées dans les classements.

## Attributs Visuels
- Les courbes épaisses peuvent être ombrés (verticalement) pour mieux distinguer les multiples éléments adjacents à cause d’une égalité de points.
- L’espace entre les courbes peut être décoré de lignes de graduation (par exemple pour représenter des blocks de 3, 5 ou 10 points selon le domaine d’application) afin d’améliorer la perception quantitative des écarts.
- Des labels peuvent être ajoutées sur les courbes épaisses aux endroits suffisamment horizontaux et/ou en début/fin de courbe.
- Des couleurs cohérentes et bien choisies peuvent aider à suivre les éléments intéressants.
- Des labels des valeurs chiffrées à gauche ou à droite permettent d’établir un tableau de nombres des scores initiaux/finaux
- Un Inspecteur peut être utilisé au survol de la souris afin que le GapChart interactif affiche des informations quantitatives sur les classements et les scores (ou toute autre information pertinente comme les matchs d’un championnat)

## Domaines d'Application
- Sport: GapChart s'applique parfaitement à tous les Championnats avec un système de points et de classement. Des couleurs peuvent être utilisées pour mettre en avant les équipes championnes, qualifiées ou reléguées.
- Finance: GapChart peut être utilisé pour comparer des actions, des indices boursiers ou des rendements de fonds d'investissement au cours du temps lorsque le classement de ces éléments devient pertinent.
- Économie: GapChart est utile pour comparer une liste de pays/régions selon différents indices (ie NRI, PIB, etc.) ou des entreprises (ie Fortune 500)
- Universitaire: GapChart peut être utilisé pour suivre l'évolution de différents classements/métriques (ie Shanghai ranking, h-indexes, impact factors, ...)

## Liens Externes
- gapChart interactif en ligne sur le championnat de Top 14 de rugby.
- [2]autres exemples de gapcharts